# 希尔伯特-波利亚猜想
希尔伯特－波利亚猜想（英語：Hilbert–Pólya conjecture）是一个将谱论与黎曼猜想相联系的数学猜想。

## 历史
在一封由乔治·波利亚于1982年1月3日写给安德鲁·奥德里兹科（Andrew Odlyzko）的信中，波利亚提到他于1912年至1914年间在哥廷根时，爱德蒙·兰道曾询问过他是否有使得黎曼猜想成立的物理原因。当时波利亚提出，黎曼ζ函数的所有非平凡零点
{\displaystyle {\tfrac {1}{2}}+it}
的虚部t可能对应某一无界自伴算符的特征值。而这一猜想最早的文字记录则由休·蒙哥马利（Hugh Montgomery）于1973年作出。

### 1950年代与塞尔伯格迹公式
当波利亚与兰道讨论这一问题时，还没有什么证据能够支持这一猜想。而到1950年代初，阿特勒·塞尔伯格证明了黎曼曲面长度谱与其拉普拉斯算符特征值的对偶，被称为塞尔伯格迹公式。这一公式与明确公式（explicit formula）之间明显的相似性增加了希尔伯特和波利亚猜想的可信度。

### 1970年代与随机矩阵
1970年代初，蒙哥马利发现了临界线上非平凡零点统计分布的规律，被称为蒙哥马利对关联假设（Montgomery's pair correlation conjecture）。他发现非平凡零点之间并不靠近，而是有互相排斥的趋势。1972年，在他访问普林斯顿高等研究院时，他将其成果告诉了随机矩阵专家弗里曼·戴森。
戴森发现蒙哥马利得到的统计分布规律与随机厄米矩阵的对关联分布一致。这种分布在物理中很重要，哈密顿算符特征态（如原子核的能级）满足此统计规律。之后的工作证实了黎曼ζ函数非平凡零点分布与高斯幺正系综（Gaussian unitary ensemble）的随机厄米矩阵特征值之间的关联性，它们都服从同样的统计规律。自此，希尔伯特与波利亚的猜想就有了更为坚实的基础，尽管尚未由此证明黎曼猜想。

### 现今
作为此方法的发展，阿兰·科纳提出了一个与广义黎曼猜想等价的迹公式。该公式与塞尔伯格迹公式之间有着相似性。

## 与量子力学的可能联系
波利亚最早提出了可能与量子力学有关的希尔伯特－波利亚算符。该算符可表示为{\displaystyle 1/2+iH}，其中{\displaystyle H}是质量为{\displaystyle m}、势能为{\displaystyle V(x)}的粒子的哈密顿算符。黎曼的猜想等价于哈密顿算符为厄米算符，或者说{\displaystyle V}是实的。
根据一阶修正的微扰理论，第n特征态的能量与势能期望值有关：
{\displaystyle E_{n}=E_{n}^{0}+\langle \phi _{n}^{0}\vert V\vert \varphi _{n}^{0}\rangle }
其中，{\displaystyle E_{n}^{0}}与{\displaystyle \varphi _{n}^{0}}分别为自由粒子哈密顿算符的特征值与特征态。此方程可以看作第一类弗雷德霍姆积分方程。这样的积分方程可使用预解核的方法求解，因而能够得到势能的表达式
{\displaystyle V(x)=A\int _{-\infty }^{\infty }(g(k)+{\overline {g(k)}}-E_{k}^{0})\,R(x,k)\,dk}
其中，{\displaystyle R(x,k)}为预解核，{\displaystyle A}为一实常数，而
{\displaystyle g(k)=i\sum _{n=0}^{\infty }\left({\frac {1}{2}}-\rho _{n}\right)\delta (k-n)}
其中，{\displaystyle \delta (k-n)}为狄拉克δ函数，{\displaystyle \rho _{n}}则为黎曼猜想的非平凡零点。
迈克尔·贝里与乔·基廷（Jon Keating）推测{\displaystyle H}实际是经典哈密顿量{\displaystyle xp}的某种量子化，与{\displaystyle xp}相应的最简单的厄米算符为
{\displaystyle H={\tfrac {1}{2}}(xp+px)=-i\left(x{\frac {\mathrm {d} }{\mathrm {d} x}}+{\frac {1}{2}}\right).}
这一对希尔伯特－波利亚猜想的改进被称为贝里猜想（Berry conjecture）或贝里－基廷猜想（Berry-Keating conjecture）。然而如今对这一猜想的了解仍不多。贝里与谢拉（Germán Sierra）猜测，既然此算符在膨胀（dilation）下不变，那么对整数{\displaystyle n}成立的边界条件{\displaystyle f(nx)=f(x)}或许可以有助于得到对大数{\displaystyle n}下{\displaystyle {\frac {1}{2}}+i{\frac {2\pi n}{\log n}}}成立的渐近结果。